# Amerikaanse Maagdeneilanden op de Olympische Zomerspelen 2004
De Amerikaanse Maagdeneilanden namen deel aan de Olympische Zomerspelen 2004 in Athene, Griekenland. Het was de negende deelname aan de Olympische Zomerspelen. Aan de enige gewonnen medaille in 1988 werd deze editie geen medaille toegevoegd.

## Deelnemers en resultaten
(m) = mannen, (v) = vrouwen 

### Atletiek
| Olympiër               | Discipline | Resultaat | Prestatie                                            |
| ---------------------- | ---------- | --------- | ---------------------------------------------------- |
| Adrian Durant          | 100m (m)   | 52e       | serie 5: 6e in 10,52                                 |
| LaVerne Jones-Ferrette | 100m (v)   | 23e       | serie 6: 4e in 11,38 (4e) kwartfinale 1: 6e in 11,44 |
| LaVerne Jones-Ferrette | 200m (v)   | 17e       | serie 5: 3e in 23,20 kwartfinale 1: 6e in 23,09      |

### Schietsport
| Olympiër   | Discipline           | Resultaat | Prestatie                |
| ---------- | -------------------- | --------- | ------------------------ |
| Chris Rice | 10m luchtpistool (m) | 46e       | kwalificatie: 551 punten |
| Chris Rice | 50m pistool (m)      | 41e       | kwalificatie: 529 punten |

### Zeilen
| Olympiër      | Discipline | Resultaat | Prestatie                                                               |
| ------------- | ---------- | --------- | ----------------------------------------------------------------------- |
| Timothy Pitts | laser (m)  | 41e       | 381 punten (42 - 40 - 41 - 40 - 36 - 39 - 37 - 34 - 35 - 40 - 40 = 423) |

### Zwemmen
| Olympiër       | Discipline          | Resultaat | Prestatie            |
| -------------- | ------------------- | --------- | -------------------- |
| Josh Laban     | 50m vrije slag (m)  | 43e       | serie 5: 3e in 23,43 |
| George Gleason | 100m vrije slag (m) | 44e       | serie 4: 6e in 51,69 |
| George Gleason | 100m rugslag (m)    | 37e       | serie 2: 5e in 57,64 |

Afghanistan · Albanië · Algerije · Amerikaanse Maagdeneilanden · Amerikaans-Samoa · Andorra · Angola · Antigua en Barbuda · Argentinië · Armenië · Aruba · Australië · Azerbeidzjan · Bahama's · Bahrein · Bangladesh · Barbados · België · Belize · Benin · Bermuda · Bhutan · Bolivia · Bosnië en Herzegovina · Botswana · Brazilië · Britse Maagdeneilanden · Brunei · Bulgarije · Burkina Faso · Burundi · Cambodja · Canada · Centraal-Afrikaanse Republiek · Chili · China · Chinees Taipei · Colombia · Comoren · Congo-Brazzaville · Congo-Kinshasa · Cookeilanden · Costa Rica · Cuba · Cyprus · Denemarken · Djibouti · Dominica · Dominicaanse Republiek · Duitsland · Ecuador · Egypte · El Salvador · Equatoriaal-Guinea · Eritrea · Estland · Ethiopië · Fiji · Filipijnen · Finland · Frankrijk · Gabon · Gambia · Georgië · Ghana · Grenada · Griekenland · Groot-Brittannië · Guam · Guatemala · Guinee · Guinee‑Bissau · Guyana · Haïti · Honduras · Hongarije · Hongkong · Ierland · IJsland · India · Indonesië · Irak · Iran · Israël · Italië · Ivoorkust · Jamaica · Japan · Jemen · Jordanië · Kaaimaneilanden · Kaapverdië · Kameroen · Kazachstan · Kenia · Kirgizië · Kiribati · Koeweit · Kroatië · Laos · Lesotho · Letland · Libanon · Liberia · Libië · Liechtenstein · Litouwen · Luxemburg · Macedonië · Madagaskar · Malawi · Malediven · Maleisië · Mali · Malta · Marokko · Mauritanië · Mauritius · Mexico · Micronesië · Moldavië · Monaco · Mongolië · Mozambique · Myanmar · Namibië · Nauru · Nederland · Nederlandse Antillen · Nepal · Nicaragua · Nieuw-Zeeland · Niger · Nigeria · Noord-Korea · Noorwegen · Oeganda · Oekraïne · Oezbekistan · Oman · Oostenrijk · Oost‑Timor · Pakistan · Palau · Palestina · Panama · Papoea-Nieuw-Guinea · Paraguay · Peru · Polen · Portugal · Puerto Rico · Qatar · Roemenië · Rusland · Rwanda · Saint Kitts en Nevis · Saint Lucia · Saint Vincent en Grenadines · Salomonseilanden · Samoa · San Marino · Sao Tomé en Principe · Saoedi-Arabië · Senegal · Servië en Montenegro · Seychellen · Sierra Leone · Singapore · Slovenië · Slowakije · Soedan · Somalië · Spanje · Sri Lanka · Suriname · Swaziland · Syrië · Tadzjikistan · Tanzania · Thailand · Togo · Tonga · Trinidad en Tobago · Tsjaad · Tsjechië · Tunesië · Turkije · Turkmenistan · Uruguay · Vanuatu · Venezuela · Verenigde Arabische Emiraten · Verenigde Staten · Vietnam · Wit-Rusland · Zambia · Zimbabwe · Zuid-Afrika · Zuid-Korea · Zweden · Zwitserland